# Пишинас
Пишинас (итал. Piscinas) је насеље у Италији у округу Карбонија-Иглесијас, региону Сардинија.
Према процени из 2011. у насељу је живело 839 становника. Насеље се налази на надморској висини од 68 м.

## Становништво
Према резултатима пописа становништва 2011. у општини је живело 872 становника.
| 1931. | 1936. | 1951. | 1961. | 1971. | 1981. | 1991. | 2001. | 2011. |
| ----- | ----- | ----- | ----- | ----- | ----- | ----- | ----- | ----- |
| 835   | 756   | 877   | 806   | 938   | 973   | 992   | 886   | 872   |